# 永丰王
永丰王，中国古代封爵之一。

## 元朝
封地在今江西省境内，为金印驼纽王。
- 丑汉驸马，皇庆元年（1312年）封，旋改封安远王。